# Levosaari
Levosaari är en ö i Finland. Den ligger i sjön Panumajärvi och i kommunen Pudasjärvi i den ekonomiska regionen  Oulunkaari  och landskapet Norra Österbotten, i den centrala delen av landet, 600 km norr om huvudstaden Helsingfors. Öns area är 1,5 hektar och dess största längd är 200 meter i öst-västlig riktning.